# Ringsted (Iowa)
Ringsted é uma cidade localizada no estado americano de Iowa, no Condado de Emmet.

## Demografia
Segundo o censo americano de 2000, a sua população era de 436 habitantes.
Em 2006, foi estimada uma população de 423, um decréscimo de 13 (-3.0%).

## Geografia
De acordo com o United States Census Bureau tem uma área de
2,8 km², dos quais 2,8 km² cobertos por terra e 0,0 km² cobertos por água. Ringsted localiza-se a aproximadamente 391 m acima do nível do mar.

## Localidades na vizinhança
O diagrama seguinte representa as localidades num raio de 20 km ao redor de Ringsted.